# Central City (Colorado)
Central City (amtlich City of Central) ist eine Kleinstadt und der County Seat des Gilpin County im US-Bundesstaat Colorado. Das U.S. Census Bureau hat bei der Volkszählung 2020 eine Einwohnerzahl von 779 ermittelt.
Central City liegt rund 56 km westlich von Denver. Als Zentrum des Colorado-Goldrauschs war die Minenstadt ab 1859 zusammen mit dem benachbarten Black Hawk maßgeblich an der Entwicklung Denvers und des Bundesstaates Colorado beteiligt. Mit der Glücksspiellegalisierung in Colorado 1991 wurde Central City eines der bedeutendsten Spielerparadiese Colorados.

## Geschichte
1859 wurden in der Front Range in der Nähe von Central City (damals Mountain City) Goldadern entdeckt, und bis 1860 strömten bis zu 10.000 Goldsucher in die Stadt und in die Gregory Gulch, eine Schlucht in den Ausläufern der Rocky Mountains. Die Colorado Central Railroad (später Union Pacific, Denver and Gulf Railway und dann Teil der Colorado and Southern Railway) erweiterte darauf in den frühen 1870er Jahren ihr Eisenbahnnetz bis nach Black Hawk. Das benachbarte Central City wurde 1879 durch eine Verlängerung der Strecke erschlossen. Der Bau der Gilpin Tramway (später Gilpin Railroad), die ab 1887 in die Minen von Central City und Black Hawk führte und das Erz talwärts in die Mühlen brachte, sorgte für einen weiteren Aufschwung.
Central City wurde am 12. Juni 1886 inkorporiert und ist eine Home Rule Municipality (siehe Liste der statuierten Gemeinden in Colorado). Die Volkszählung von 1900 ergab für Central City 3114 Personen, darunter etliche chinesische Einwanderer, denen es verboten war, in den unterirdischen Minen zu arbeiten.

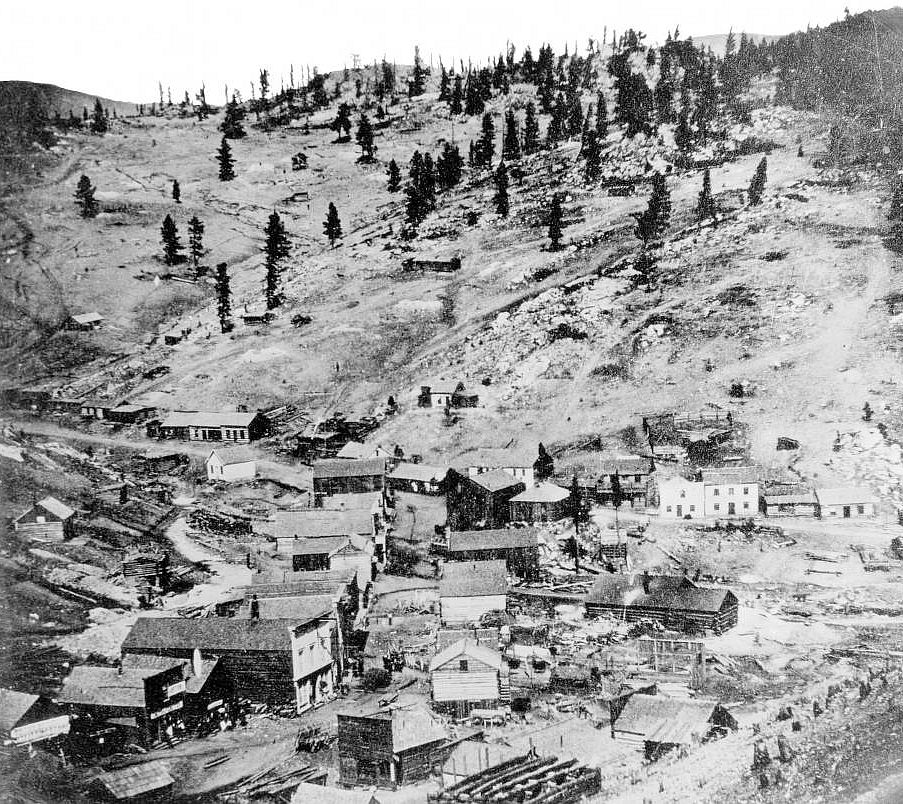
Central City, 1862

Ein Versuch der Bergarbeiter, eine Gewerkschaft zu gründen, führte 1863 zu einer Schießerei zwischen ihnen in Central City. 1874 zerstörte ein Feuer bis auf eines sämtliche Häuser der Hauptstraße. Die Regierung der Stadt ordnete darauf an, dass alle Häuser künftig aus Stein oder Backstein zu bauen seien, um die Schäden bei einem allfälligen künftigen Feuer zu vermindern. Die meisten dieser Gebäude bestehen deshalb heute noch und machen aus der Hauptstraße von Central City ein seltenes historisches Erbe.
Der Goldabbau in Central City nahm zwischen 1900 und 1920 rapide ab, da die Adern erschöpft waren. Als der Goldpreis in den frühen 1930er Jahren von 20 USD auf 35 USD pro Unze stieg, belebte sich der Goldabbau wieder etwas, wurde während des Zweiten Weltkriegs jedoch endgültig eingestellt, nachdem er als unerheblich für die Kriegsanstrengungen erklärt worden war. Eine Suche nach Uranvorkommen im County erwies sich als erfolglos.
Die Bevölkerung von Central City und seiner Schwesterstadt Black Hawk sank in den 1950er Jahren auf einige hundert. Einen neuerlichen Aufschwung brachte ein Volksentscheid im Jahr 1990 zur Legalisierung von Glücksspielen in Colorado. Nachdem die Mehrheit der Bevölkerung dem Vorschlag zugestimmt hatte, entwickelten sich Central City und Black Hawk in den 1990er Jahren zu den bedeutendsten Spielerparadiesen des Bundesstaates. Bis zum Jahrtausendwechsel wurden zahlreiche Casinos, Hotels und Unterhaltungskomplexe gebaut. Dabei entbrannte zwischen den beiden Nachbarstädten ein erbitterter Konkurrenzkampf, wobei Black Hawk mit 18 Casinos gegenüber 6 in Central City bedeutend erfolgreicher war. Central City litt unter der Situation, dass Black Hawk auf dem Weg von Denver oder Golden nach Central City über den U.S. Highway 6 bzw. die Autobahn Interstate 70 und anschließend den Colorado State Highway 119 zuerst erreicht wurde, was Spieler oft bewog, in Black Hawk zu bleiben. Central City nahm daher eine direkte Erschließung der Stadt mit der Autobahn Interstate 70 in Angriff. Am 19. November 2004 wurde ein 13 km langer vierspuriger Freeway, der Central City Parkway, eröffnet, über den Central City aus Denver seither als Alternative zum zweispurigen State Highway 119 erreicht werden kann, ohne Black Hawk zu passieren. Black Hawk, das vor der Einführung des Glücksspiels viel kleiner war als Central City, generiert allerdings weiterhin mehr als das Siebenfache der Glücksspieleinnahmen von Central City. Um mithalten zu können, hat Central City 2009 die Höhenbeschränkungen für Bauten auf unbebautem Land aufgehoben. Diese waren zuvor auf Höhen von 16 m begrenzt, um die historischen Gebäude der Stadt nicht zu überragen. Mit den Steuern aus den Spieleinnahmen finanziert die Stadt den State Historical Fund, der vom Office of Archaeology and Historic Preservation verwaltet wird.

## Geographie
Central City liegt im Süden des Gilpin County. Die Stadt grenzt im Süden an den Central City Parkway, der ins Clear Creek County führt, bis zur Interstate 70. Im Osten wird die Stadt von Black Hawk und im Süden von Idaho Springs begrenzt. Nach Angaben des U.S. Census Bureau hat die Stadt eine Gesamtfläche von 5,91 km², davon liegen 0,36 km² im Clear Creek County (unbewohnt). Kein Gebiet ist mit Wasser bedeckt.

## Demographie
Laut dem United States Census 2010 hat Central City 663 Einwohner mit einem Medianalter von 48,3 Jahren, davon 346 Männer und 317 Frauen in 342 Haushalten.

## Kunst und Kultur

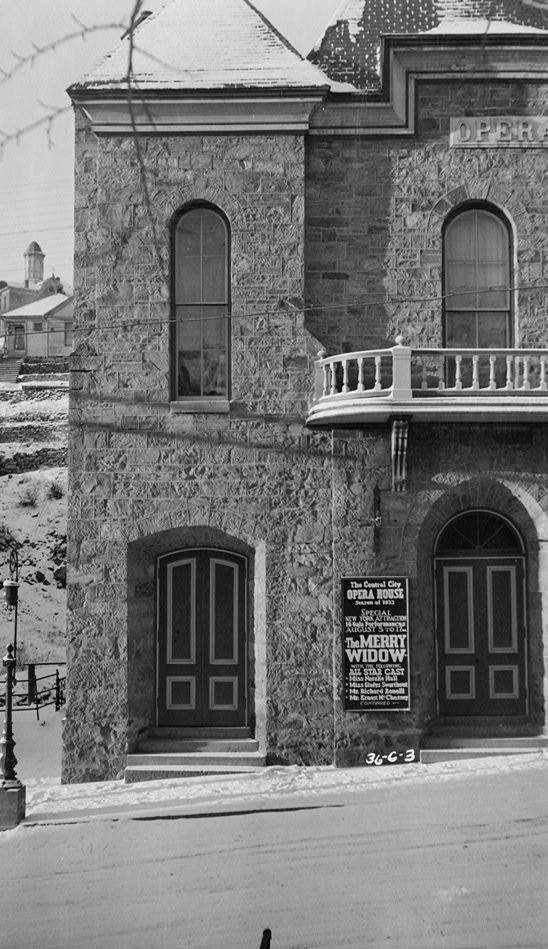
Central City Opera House, 1934

Die Central City Opera führt jeden Sommer etwa vierzig Opern auf. Das Central City Opera House wurde 1878 vom renommierten Architekten Robert S. Roeschlaub geschaffen und ist im National Register of Historic Places (NRHP) aufgeführt. Die Oper organisiert jeweils im Herbst das Central City Plein Air Festival.
Das Gilpin History Museum ist in einem 1869 erbauten ehemaligen Schulhaus untergebracht, das 1970 von der Gilpin Historical Society erworben und 1971 als Museum eröffnet wurde. Die Gilpin County Arts Association Gallery zeigt Werke regionaler Künstler in der Washington Hall, dem ältesten ununterbrochen benutzten Gebäude in Colorado, ursprünglich ein Gerichtsgebäude und Gefängnis.

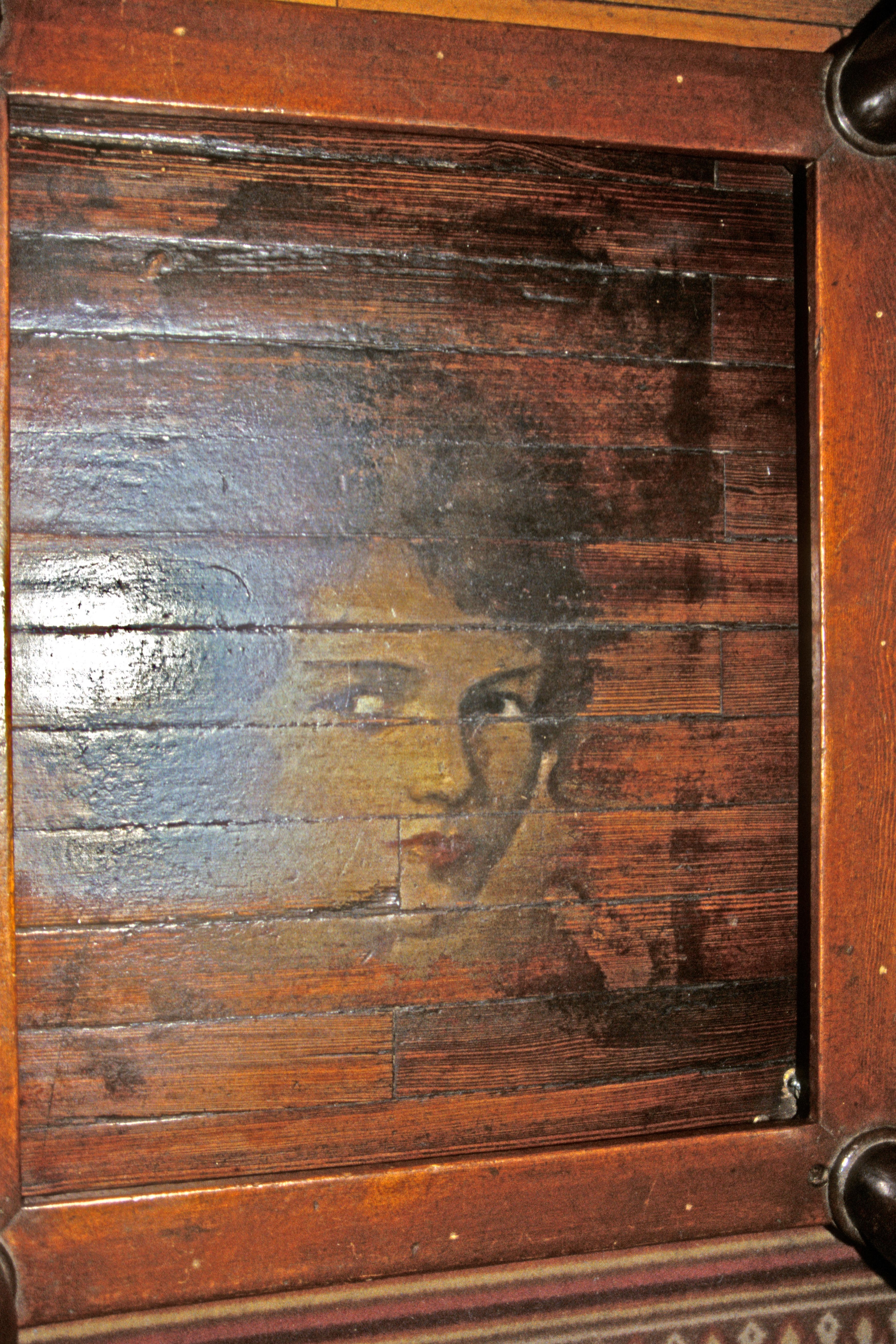
The Face on the Barroom Floor

Bekannt ist Central City außerdem wegen des historischen Hotels und späteren Casinos Teller House und des Gemäldes Face on the Barroom Floor in seiner Bar. Es zeigt ein Frauengesicht auf dem Holzboden, das der lokale Künstler Herndon Davis, der auch mehrere Bilder für das Central City Opera House schuf, trotz des Verbots des Hotelmanagers heimlich in der letzten Nacht seiner Tätigkeit für das Teller House gemalt haben soll. Der 18. Präsident der USA, Ulysses S. Grant (1822–1885), im Amt von 1869 bis 1877, hat Central City drei Mal besucht (1868, 1873 und 1875) und ist jeweils im Teller House abgestiegen (übernachtete allerdings in Idaho Springs).

## Sonstiges
Die Spielerin Poker Alice lebte eine Zeitlang in Central City und mehreren anderen Bergbaugemeinden in Colorado. Andere bekannte ehemalige Bewohner von Central City waren der „Silberkönig“ und kurzzeitige US-Senator Horace Tabor (1830–1899) sowie der Erfinder, Industrielle und Gründer der Pullman Hotels George Mortimer Pullman (1831–1897).